# Les coses de la vida
Les coses de la vida (títol original en francès: Les Choses de la vie) és una pel·lícula francesa dirigida per Claude Sautet i estrenada el 1970. Es tracta d'una adaptació de la novel·la homònima Les Choses de la vie de Paul Guimard de 1967. Ha estat doblada al català.

## Argument
Pierre (Michel Piccoli), arquitecte d'una quarantena d'anys, és víctima d'un accident de cotxe. Expulsat del vehicle, mortalment ferit i en coma, a la vora de la carretera, revisa el seu passat i les dues dones que compten en la seva vida: Catherine (Lea Massari), del qual està separat i amb qui ha tingut un fill, i Hélène (Romy Schneider), amb qui la seva relació amorosa té un gir.
Durant aquest temps, revisa la seva vida acceleradament i s'adona llavors de la importància d'aquestes múltiples petites coses de l'existència, aquestes alegries i aquestes penes que constitueixen la felicitat de tota una vida. L'estat de Pierre constitueix la trama de la pel·lícula: sense cap consciència de la mort que està arribant, i ingènuament obsessionat pel seu "cansament", el seu monòleg interior gira sense parar al voltant de la necessitat de sobretot no deixar anar una carta que donaria un sentit molt diferent a la seva relació amb els altres.

## Repartiment
- Michel Piccoli: Pierre Bérard
- Romy Schneider: Hélène Haltig
- Lea Massari: Catherine Bérard
- Jean Bouise: François
- Gérard Lartigau: Bertrand Bérard
- Boby Lapointe: el conductor del transport de bestiar
- Hervé Sand: el camioner
- Jacques Richard: l'infermer
- Betty Beckers: l'autostopista
- Dominique Zardi: l'autostopista
- Gabrielle Doulcet: Guitte
- Roger Crouzet: el promotor
- Henri Nassiet: el pare de Pierre
- Claude Confortès: El Doctor
- Jerry Brouer: el pretendent
- Marcelle Arnold: la mare d'Hélène
- Jean-Pierre Zola: el pare d'Hélène
- Max Amyl: el capellà
- Isabelle Sadoyan: la infermera
- Gérard Streiff: el motard
- Clément Bairam: El policia
- Béatrice Boffety: Anne

## Llocs de rodatge
- Charente-Maritime
  - Île de Ré
  - La Rochelle
- París
  - rue de Sèvres
- Yvelines
  - Septeuil
  - Neauphle-le-Château
  - Thoiry

## Premis i nominacions
Premis
- 1969: Premi Louis-Delluc

Nominacions
- 1970: Palma d'Or

## Al voltant de la pel·lícula
- El rodatge de la seqüència de l'accident va durar deu dies.
- El cotxe conduït per Michel Piccoli és un Espart Romeo Giulietta sprint de 1959.
- La pel·lícula va inspirar una cançó interpretada per Frida Boccara L'Année où Piccoli jouait les Choses de la vie
- Aquesta pel·lícula ha estat objecte d'un remake el 1994 dirigida per Mark Rydell i titulat Intersection amb Richard Gere i Sharon Stone.